# Hari Gurung
Hari Gurung (Thimbu, 18 de fevereiro de 1992) é um futebolista butanês que atua como goleiro. Atualmente defende o Yeedzin.

## Carreira internacional
Hari teve sua primeira partida pelos Dragon Boys contra as Maldivas, em 18 de abril de 2009, pela AFC Challenge Cup. O resultado final foi uma derrota de 5 a 0.